# Робін Шу
Робін Шу (англ. Robin Shou; нар. 17 липня 1960, Гонконг) — актор китайського походження, майстер бойових мистецтв. Відомий ролю Лю Канга по фільмам Смертельна битва, Смертельна битва 2: Знищення.

## Біографія
Робін Шу народився 17 липня 1960 року в Гонконзі. Його батько був кравцем, а мати - домогосподаркою, яка доглядала за п'ятьма дітьми. У 1971 році родина переїжджає з Гонконгу до Америки, і Робін, як найздібніший з усіх дітей, швидко вивчає англійську.
У 19 років він почав займатися кемпо-карате, але незабаром зрозумів, що це йому не приносить бажаного результату, і кинув заняття. Півтора року потому він потрапляє на демонстрацію Пекінської збірної з у-шу. Вона його так надихнула, що в 1981 році він продав машину і вирушив до Китаю вивчати ушу. Його батьки навіть не знали, де він, поки його тітка не написала матері, що Робін знаходиться в Нанкіні.
Вивчення бойових мистецтв дається йому легко, і ось уже в Національному Змаганні в 1982-83 роках Робін виграє срібну медаль за рукопашну частину і золоту за частину зі зброєю. Робін стає Майстром у-шу, і його тренуваннями займається сам тренер національної збірної США з цього виду спорту Ерік Чен.
У 1994 році для забезпечення собі фінансової підтримки він відкриває імпортно-експортний бізнес спорттоварів спільно з колегою, і практично вже розлучається з думкою продовження кінокар'єри, коли несподівано він отримує дзвінок від свого агента, що пропонує йому роль в новому фільмі «Mortal Kombat». Робін вже намагався відмовитися, думаючи, що його знову намагаються взяти на роль якогось лиходія, якого з ганьбою поб'ють до середини фільму, але на проби все-таки пішов і був-таки затверджений на роль Лю Кана, обійшовши таких людей, як Дастін Нгуен, Расселл Вонг і Джейсон Скотт Лі. 
У 2000-х роках виходять такі фільми : «DOA: Живий чи мертвий», «Вуличний боєць» і  трилогія «Смертельні перегони».

## Фільмографія
| Рік  | Стрічка                                   | Роль            |
| ---- | ----------------------------------------- | --------------- |
| 1987 | Великий Брат                              | Робін           |
| 1988 | Війна в місті                             | Кіллер          |
| 1989 | Смертельна клітка                         | Ла Сі Хан       |
| 1990 | Кіготь тигра 2                            | Вайс Чой        |
| 1990 | Фатальне знищення                         | Вай Лонг        |
| 1991 | Західні герої                             | Хенк            |
| 1992 | Чорний кіт 2                              | Робін           |
| 1992 | Агент інтерполу                           | Чо Чі Панг      |
| 1994 | Розшукується                              | Лідер Ганстерів |
| 1995 | Смертельна битва                          | Лю Канг         |
| 1997 | Смертельна битва 2: Знищення              | Лю Канг         |
| 1997 | Ніндзя з Беверлі-Хілз                     | Гобеї           |
| 2003 | Червоні штани - Життя каскадера           | Еван            |
| 2006 | 18 Пальців смерті!                        | Джекі Чонг      |
| 2006 | DOA: Живий чи мертвий                     | Лідер піратів   |
| 2008 | Смертельні перегони                       | 14K             |
| 2009 | Вуличний боєць: Легенда про Чунь-Лі       | Ген             |
| 2011 | Смертельні перегони 2: Франкенштейн живий | 14K             |
| 2011 | Брати пірати                              | Санні           |
| 2012 | Смертельні перегони-3: Пекло              | 14K             |